# Gladiolus microcarpus
Gladiolus microcarpus är en irisväxtart som beskrevs av Gwendoline Joyce Lewis. Gladiolus microcarpus ingår i släktet sabelliljor, och familjen irisväxter. Inga underarter finns listade i Catalogue of Life.